# Khắc acid

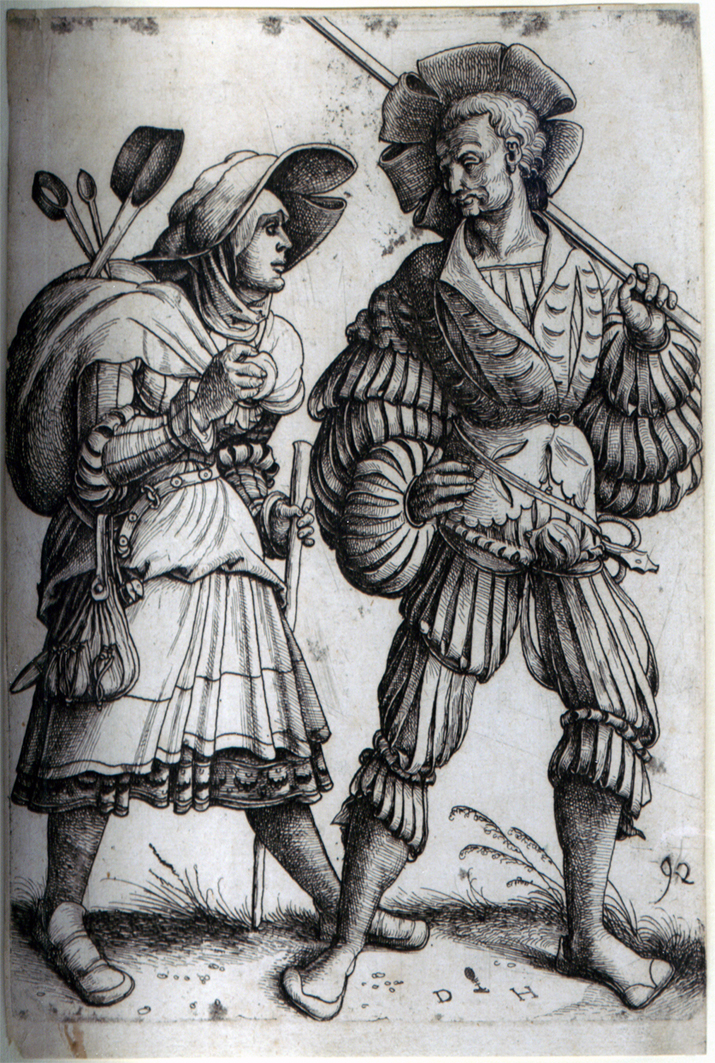
The Soldier and his Wife. Tranh của Daniel Hopfer, ông được cho là họa sĩ đầu tiên áp dụng kỹ thuật khắc axit vào tranh in

Khắc axit (tiếng Anh: etching) là kỹ thuật dùng axit hay thuốc cẩn màu (mordant) để cắt các chi tiết của một tấm kim loại, từ đó tạo ra những nét khắc chìm (intaglio). Kỹ thuật này được áp dụng trong tranh in từ khoảng đầu thế kỷ 16.